# Rechenberg (Nürnberg)
Rechenberg  (nürnbergisch: Rächnbäach) ist der Name des Distrikts 902 im Statistischen Stadtteil 9 – Östliche Außenstadt im statistischen Bezirk 90 (St. Jobst). Er ist auch die Bezeichnung für eine etwa 338 m hohe Erhebung im Nordosten der Stadt Nürnberg und eines gleichnamigen, umgriffigen Parks.

## Lage
Der Rechenberg liegt im Nordosten Nürnbergs im Stadtteil St. Jobst, nördlich der Äußeren Sulzbacher Straße. Er erstreckt sich in Ost-West-Richtung und hat eine Größe von 5,6 ha. Seinen Mittelpunkt bildet der namensgebende „Rechenberg“, ein Höhenrücken aus Burgsandstein. Mit einer Höhe von 338 m ü. NHN gehört er zu den höheren Erhebungen im Stadtgebiet von Nürnberg.

## Geschichte

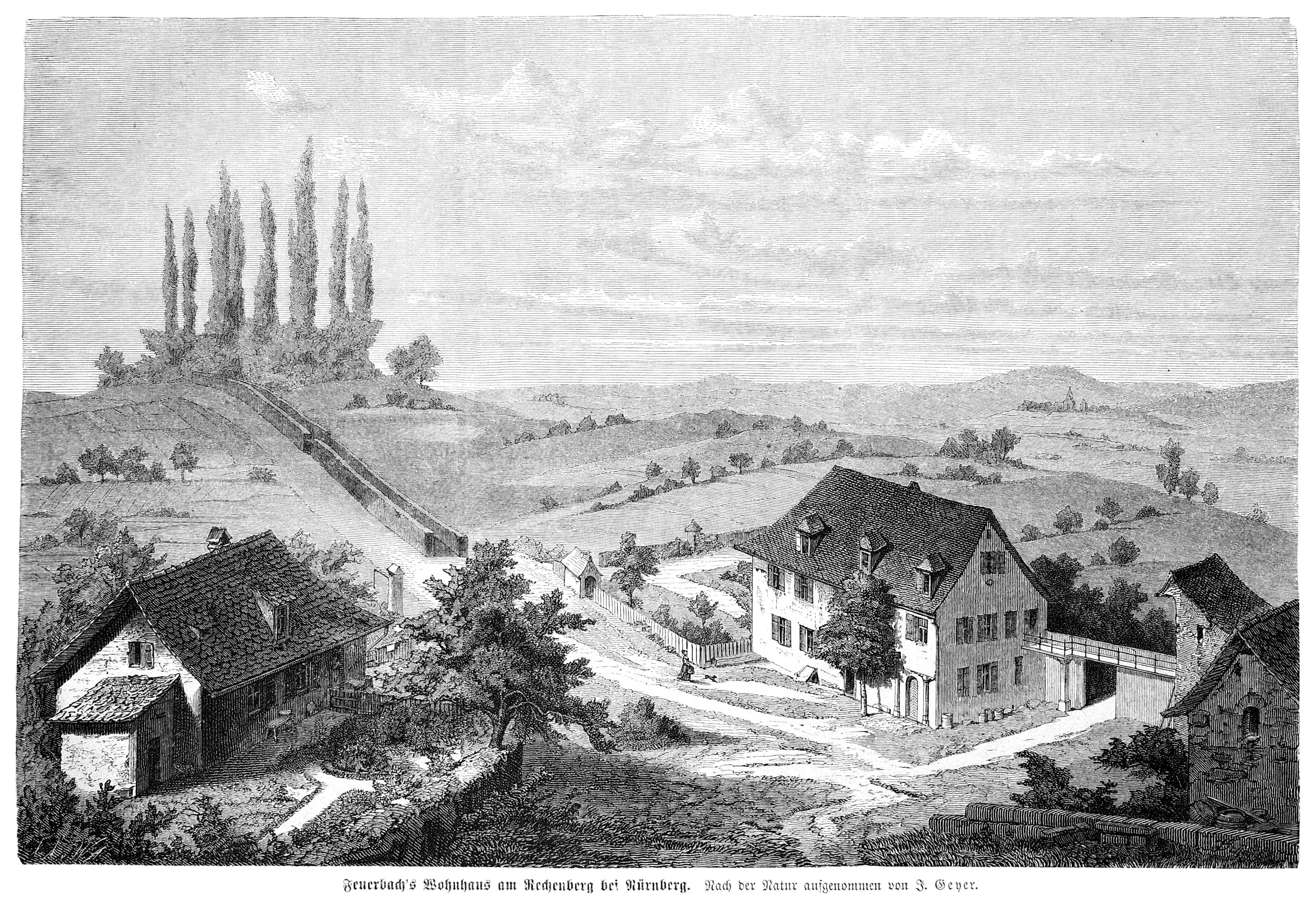
Herrenhaus Rechenberg (Feuerbachs Wohnhaus, 1872) vor der Bergkuppe der älteren Burg

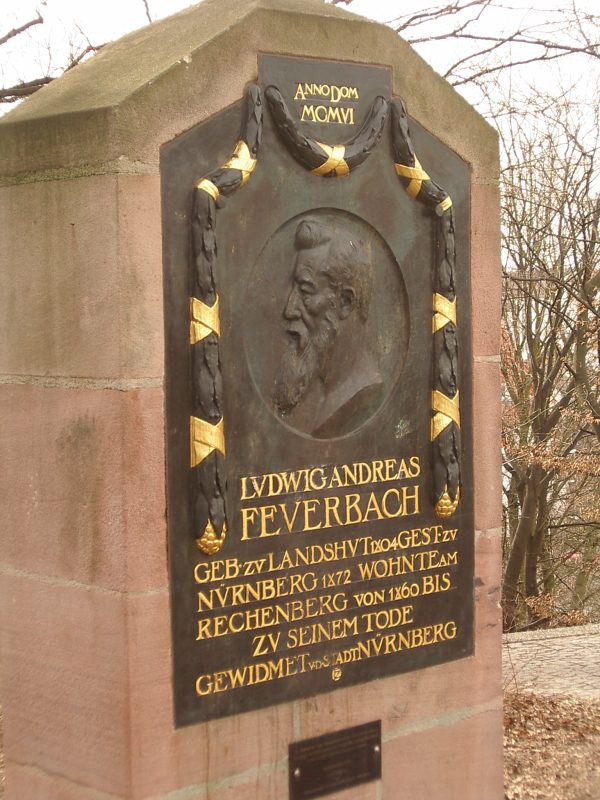
Feuerbach-Denkmal

Auf der Anhöhe hatte Sebald Rech (von Rechenberg) zwischen 1524 und 1527 einen ersten Herrensitz als Wohnturm mit Graben erbauen lassen. 1545–1551 gehörte der Sitz Adolarius Vischer († 1551), ab 1551 seinen Gläubigern. Im Zweiten Markgrafenkrieg ließ der Rat der Stadt Nürnberg den Sitz 1552 niederbrennen. Später besetzten Truppen des Markgrafen Albrecht Alcibiades den Berg und beschossen von hier aus Nürnberg. 1553 ließ der Nürnberger Rat einen Teil der Bergkuppe abtragen. Ein zweiter Herrensitz wurde 1553 erbaut, gehörte ab 1577 Sebastian Zatzer, ab 1589 Joachim Kammermeister (Camerarius), ab 1624 den Nützel von Sündersbühl, ab 1728 den Ebner von Eschenbach, ab 1754 den Kreß von Kressenstein, ab ca. 1790 den Behaim von Schwarzbach auf Kirchensittenbach (von 1859 bis zu seinem Tod 1872 wohnte dort Ludwig Feuerbach), 1898–1916 gehörte das Haus den Tucher von Simmelsdorf und der Familie Barth; 1916 wurde der Sitz abgebrochen.
Gegen Ende des 18. Jahrhunderts gab es in Rechenberg ein Anwesen (1 Hof mit bewohnten Nebengebäuden). Das Hochgericht übte die Reichsstadt Nürnberg aus, was aber vom brandenburg-bayreuthischen Oberamt Baiersdorf bestritten wurde. Grundherr war der Nürnberger Eigenherr von Behaim.
Von 1797 bis 1810 unterstand der Ort dem Justiz- und Kammeramt Erlangen. Im Rahmen des Gemeindeedikts wurde Rechenberg dem 1813 gebildeten Steuerdistrikt Erlenstegen und der im selben Jahr gegründeten Ruralgemeinde Erlenstegen zugeordnet. Mit dem Zweiten Gemeindeedikt (1818) wurde Rechenberg in die neu gebildete Ruralgemeinde Rennweg umgemeindet. Mit der Eingliederung des Ortes Rennweg in die Stadt Nürnberg im Jahr 1865 hieß die Ruralgemeinde Schoppershof. 1899 wurde diese nach Nürnberg eingemeindet.
1860 zog der Philosoph Ludwig Feuerbach auf den Rechenberg, wo sich inzwischen ein Dorf vor den Toren der Stadt Nürnberg entwickelt hatte, und wohnte bis zu seinem Tod am 13. September 1872 im oben genannten zweiten Herrensitz in der nahen Sulzbacher Straße. 1930 stiftete man ihm ein Kenotaph. Dieses Denkmal wurde nach der Machtergreifung der Nationalsozialisten auf Beschluss des Stadtrats 1933 entfernt und erst 1955 wieder aufgestellt.
Im Süden (Schleiermacherstraße) der Anhöhe wurden 1915 frühgenossenschaftliche Reihenhäuser, im Norden (Lützow- und Nettelbeckstraße) Ende der Zwanziger Jahre Art-déco-Bauten errichtet. 1930 wurde aus Mitteln des Physikalischen Vereins Nürnberg die Regiomontanus-Sternwarte als Volkssternwarte erbaut.

### Einwohnerentwicklung
| Jahr      | 001818 | 001824 | 001836 | 001840 | 001861 | 001871 | 001885 |
| Einwohner | 17     | 14     | 13     | 11     | 17     | 20     | 15     |
| Häuser    | 4      | 3      | 3      | 3      |        |        | 3      |
| Quelle    | [ 11 ] | [ 7 ]  | [ 12 ] | [ 13 ] | [ 14 ] | [ 15 ] | [ 16 ] |

### Religion
Der Ort ist  evangelisch-lutherisch geprägt und war ursprünglich nach St. Sebald gepfarrt, ab der ersten Hälfte des 19. Jahrhunderts war die Pfarrei St. Jobst zuständig.
Am Rechenberg stand die Notkirche St. Anna. Nach der Zerstörung der St. Josefskirche an der Harmoniestraße übernahm diese St.-Anna-Kirche das Patrozinium St. Josef.

## Heutige Nutzung

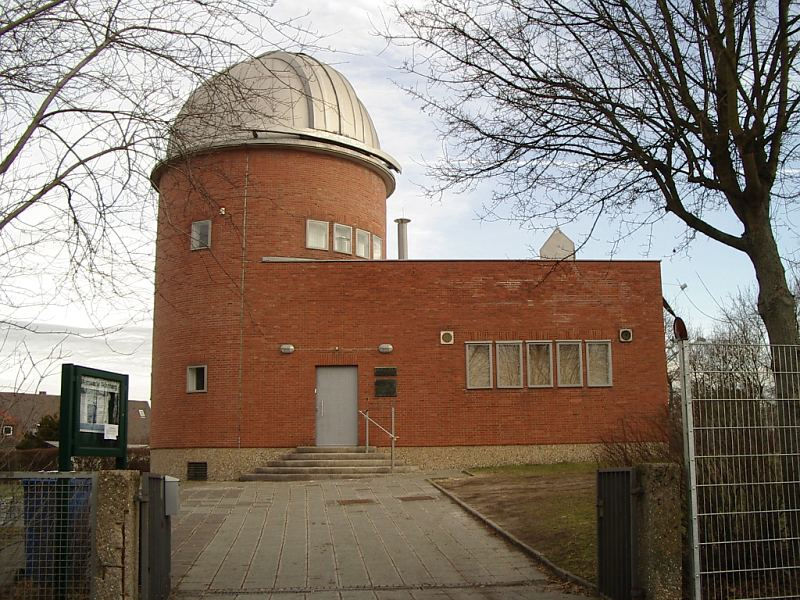
Regiomontanus-Sternwarte (2004)

Der Rechenberg-Park ist ein langer Parkstreifen östlich und westlich des Rechenbergs. Im Winter wird er als
Rodelberg genutzt. Die Sternwarte bietet Vorträge und an sternenklaren Tagen Führungen. Weiterhin existieren auf der Kuppe ein Spielplatz, zwei runde, einkörbige Basketballplätze sowie ein asphaltierter Bolzplatz.